# Cariús
Cariús är en kommun i Brasilien.   Den ligger i delstaten Ceará, i den östra delen av landet, 1 400 km nordost om huvudstaden Brasília. Antalet invånare är 18 567.
Omgivningarna runt Cariús är huvudsakligen savann. Runt Cariús är det glesbefolkat, med 11 invånare per kvadratkilometer.